# Szilard (cràter)
Szilard és un cràter d'impacte pertanyent a la cara oculta de la Lluna, que es troba a l'est-nord-est del cràter Richardson. Al voltant de mig diàmetre cap al nord-oest apareix la gran plana emmurallada de Harkhebi. Entre Harkhebi i Szilard se situa el petit cràter Giordano Bruno, el sistema de marques radials del qual forma una sèrie de ratlles que travessen la vora i l'interior de Szilard.

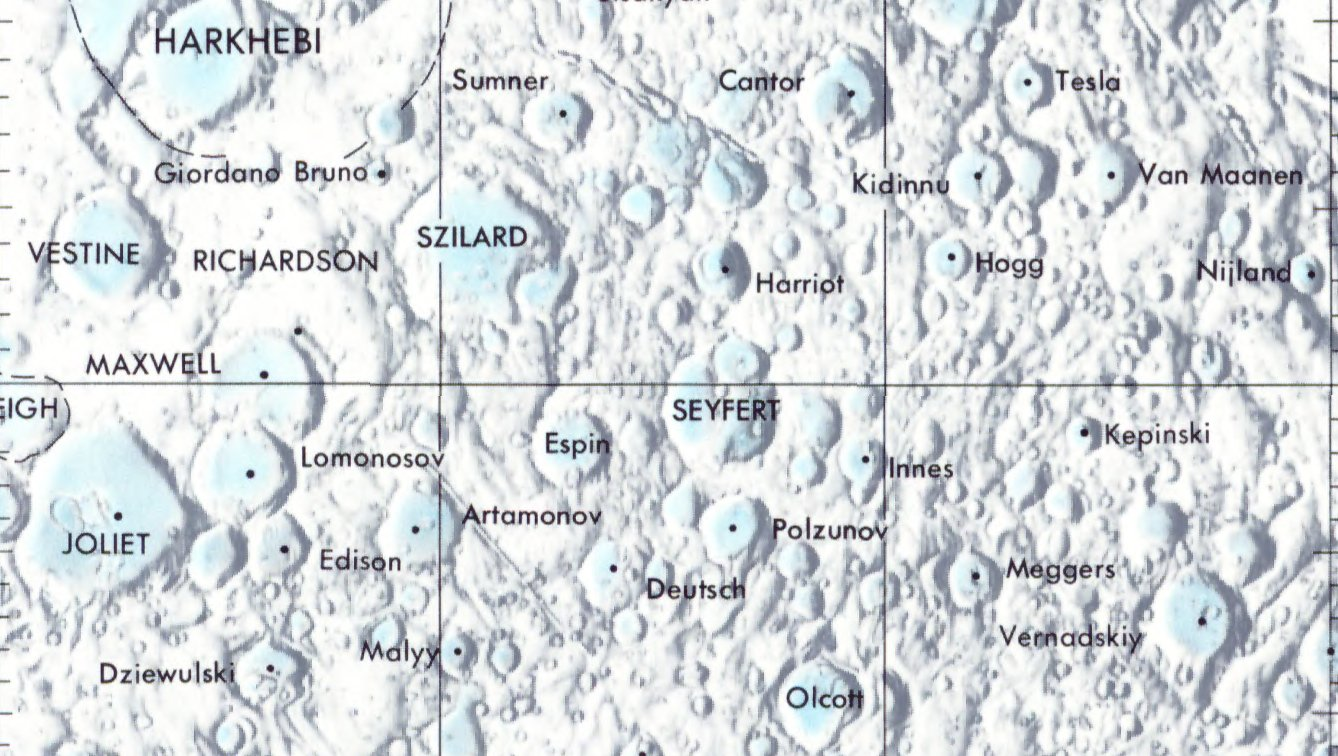
Localització de Szilard (centre superior esquerra de la imatge)
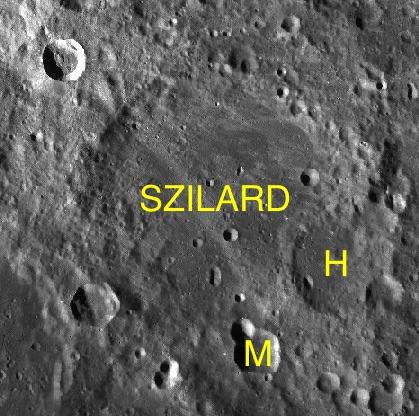
Cràters satèl·lit
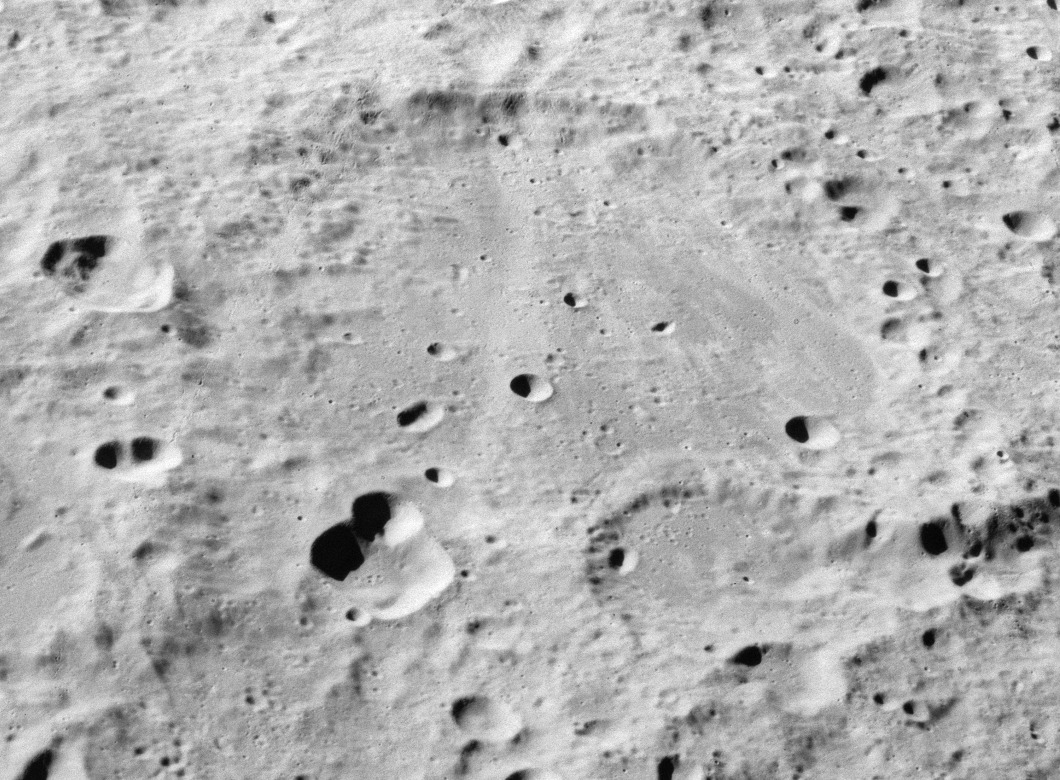
Vista obliqua presa des de la càmera cartogràfica de l'Apollo 16

La vora de Szilard està molt erosionada, i el cràter ha estat remodelat per impactes posteriors. El desgastat cràter satèl·lit Szilard H travessa la vora sud-est del cràter principal. El sòl interior de Szilard és desigual a la meitat occidental, mentre que el costat est és més anivellat i sense elements destacables.

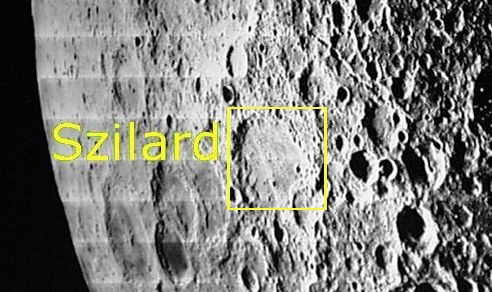
Rodalies de Szilard
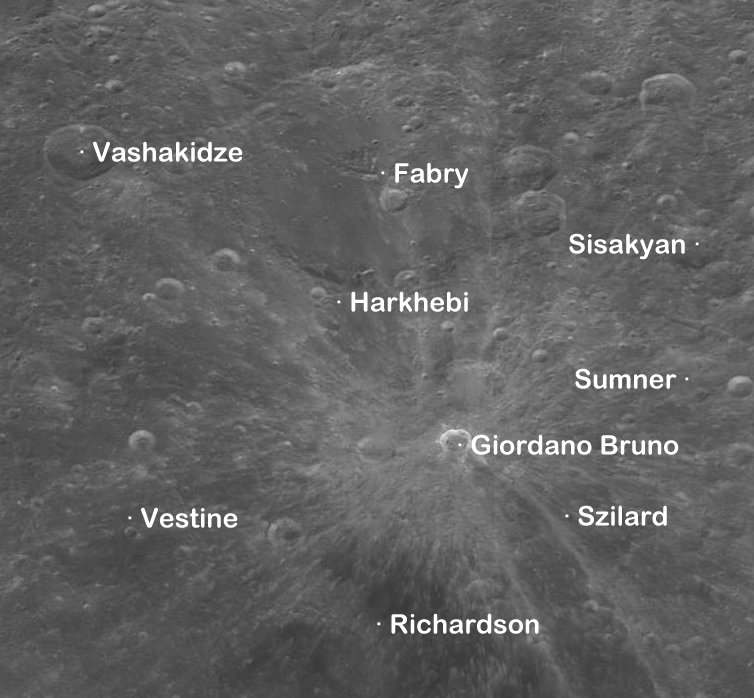
Sistema de marques radials de Giordano Bruno travessant Szilard
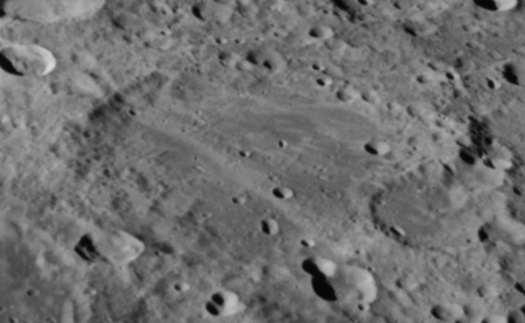
Fotografia de la missió Apollo 14

Abans que la UAI li assignés la seva denominació actual, aquest cràter era conegut com Cràter 116
El seu nom commemora a Leó Szilárd, el famós científic que va teoritzar sobre les reaccions nuclears en cadena i va treballar per a la fabricació de la bomba atòmica durant la Segona Guerra Mundial.

## Cràters satèl·lit
Per convenció aquests elements són identificats en els mapes lunars posant la lletra en el costat del punt central del cràter que està més proper a Szilard.
| Szilard | Coordenades                            | Diàmetre |
| ------- | -------------------------------------- | -------- |
| H       | 32° 30′ N, 108° 24′ E / 32.5°N,108.4°E | 50 km    |
| M       | 31° 06′ N, 106° 36′ E / 31.1°N,106.6°E | 23 km    |